# Delphinium pylzowii
Delphinium pylzowii là một loài thực vật có hoa trong họ Mao lương. Loài này được Maxim. ex Regel mô tả khoa học đầu tiên năm 1876.